# Lophophysema australicum
Lophophysema australicum är en svampdjursart som beskrevs av Konstantin R. Tabachnick och Claude Lévi 1999. Lophophysema australicum ingår i släktet Lophophysema och familjen Hyalonematidae.
Artens utbredningsområde är havet kring Australien. Inga underarter finns listade i Catalogue of Life.